# Andorras Centrumdemokrater
Andorras Centrumdemokrater, Centre Demòcrata Andorrà (CDA) är ett konservativt och invandrarfientligt parti i Andorra.
Vid de senaste allmänna valen, den 24 april 2005, fick en valallians mellan CDA och partiet Century 21 11 % av rösterna och två av de 28 mandaten i parlamentet.